# Поворотний круг
Поворотний круг — пристрій, за допомогою якого можна розвернути на потрібну колію локомотив у віяловому депо, або розвернути на 180°.
Поворотний круг є рейковою колією, яку встановлено на ферму. Ферма спирається на колеса, що їздять по кільцевий рейці (нерівноважний поворотний круг). У рівноважному поворотному крузі ферма спирається на опору по центру круга, проте для цього потрібне точне встановлення локомотива на рейках кола. Поворотний круг займає меншу площу порівняно з кількома стрілочними переводами.
Перші поворотні круги у XIX ст. були з ручним приводом, а з початку XX ст. рухаються за допомогою електропривода.
Для розвороту локомотива без поворотного круга користуються великими за площею поворотними трикутниками (наприклад в локомотивному депо Волноваха) або поворотними петлями (наприклад в Дарницькому залізничному вузлі).
В Україні поворотні круги виготовляє Луганський тепловозний завод.

## Галерея

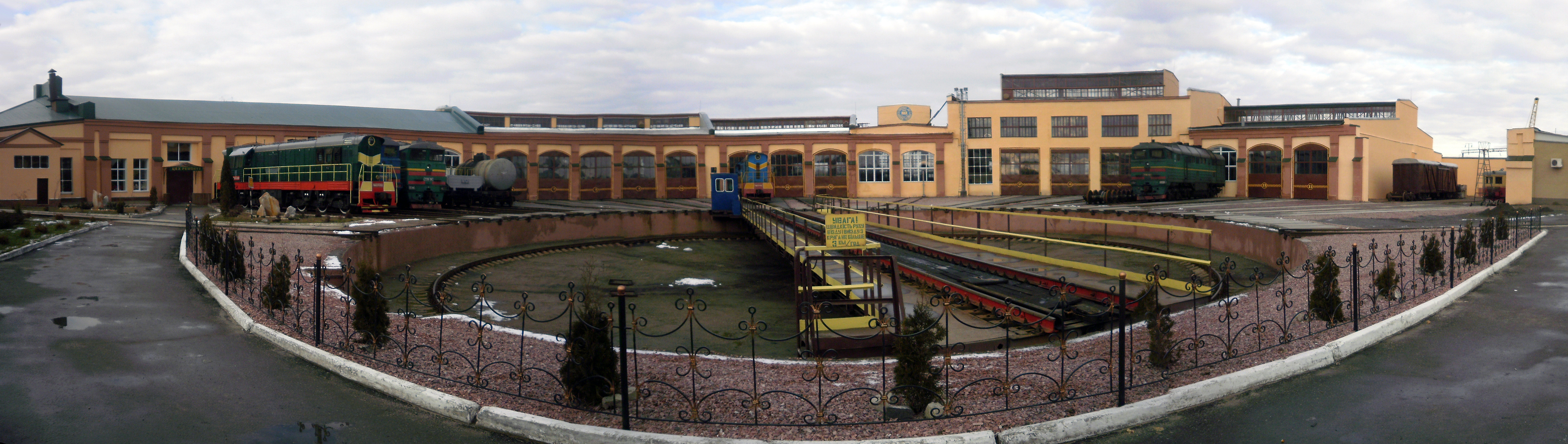
Віялове депо Конотоп Південно-Західної залізниці та поворотний круг

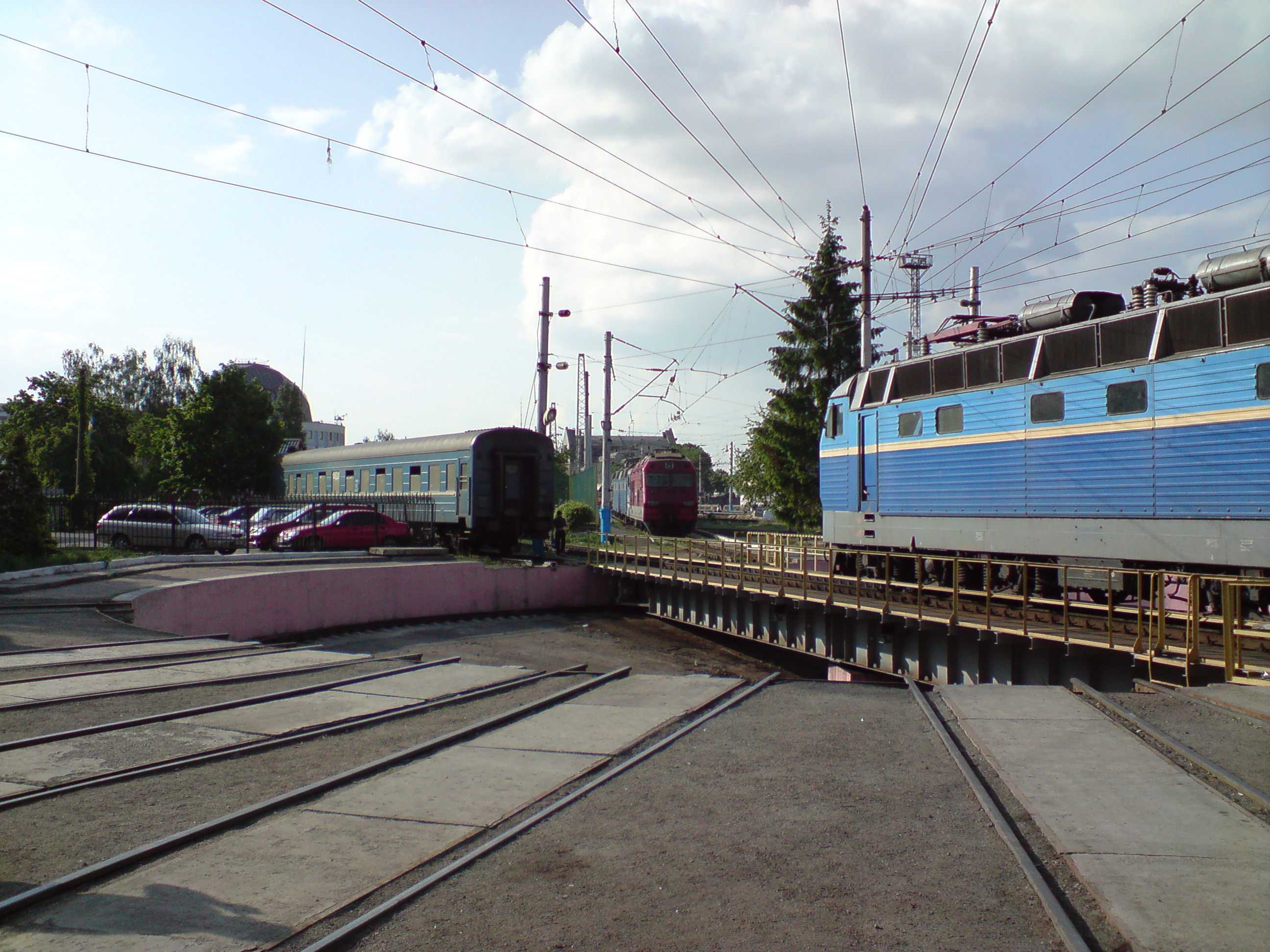
поворотний круг в електровозному депо Київ-Пасажирський
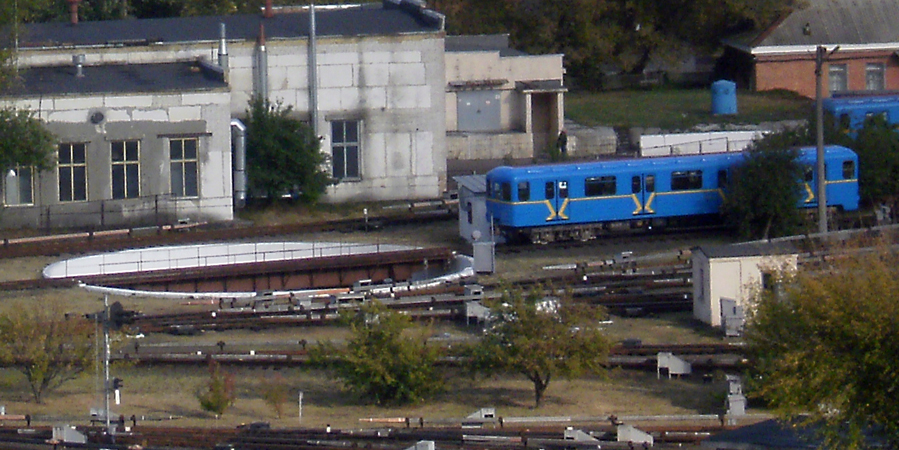
розворотний круг в електродепо Дарниця Київського метрополітену
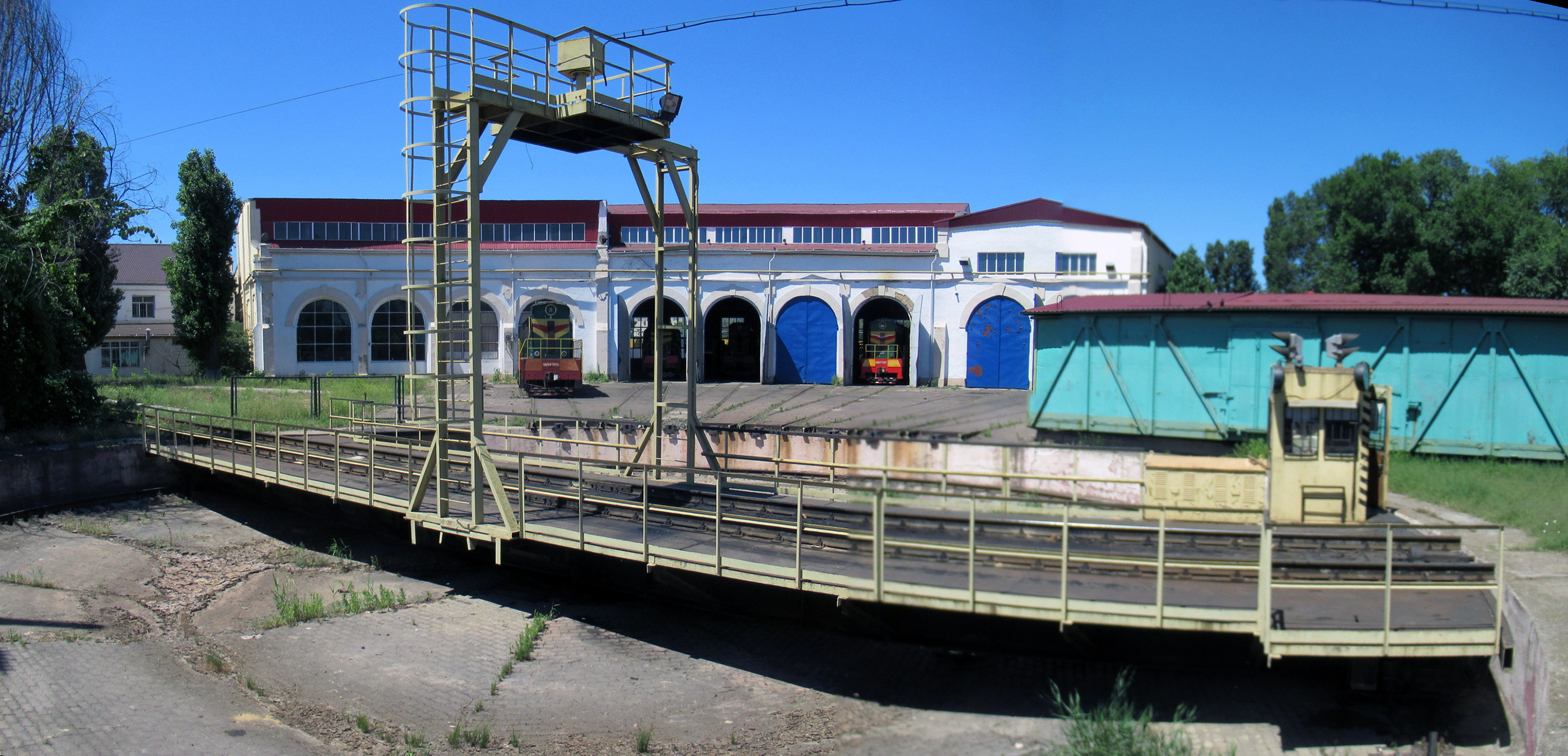
поворотний круг и віялове депо Одеса-Сортувальна
- однобічний розворотний круг для трамвая
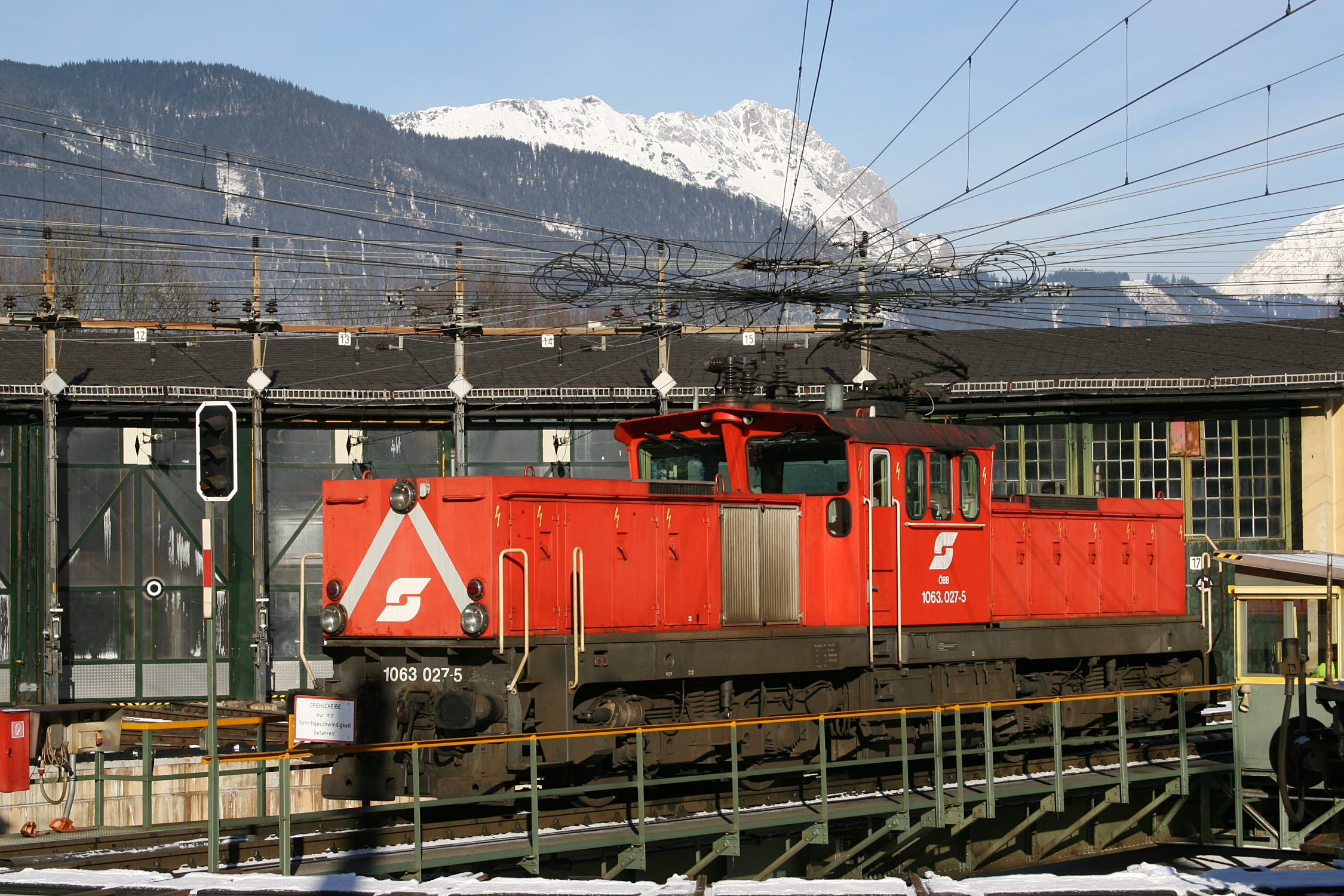
поворотні кола при електровозних депо мають складну контактну мережу
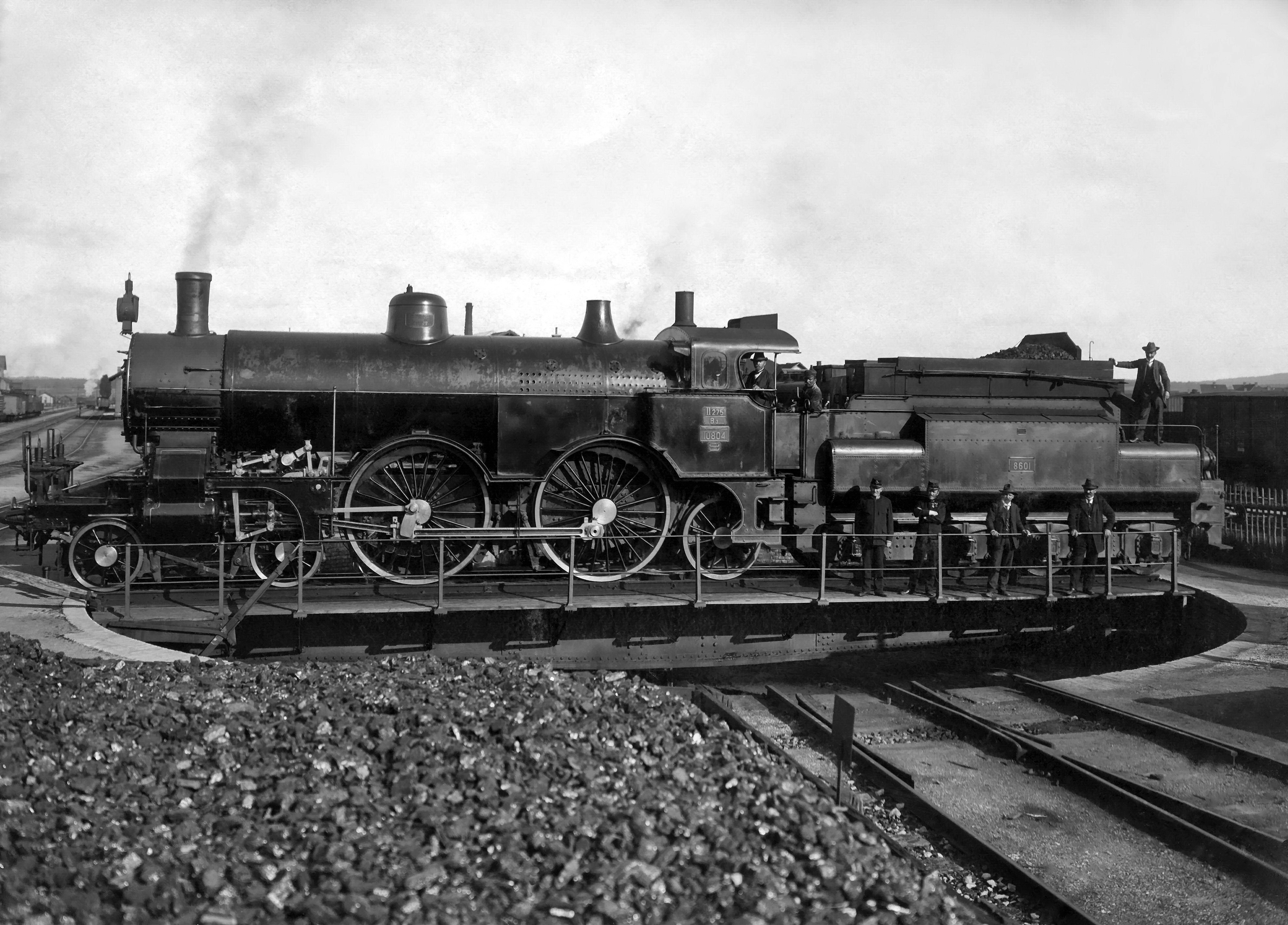
паровоз на поворотному крузі
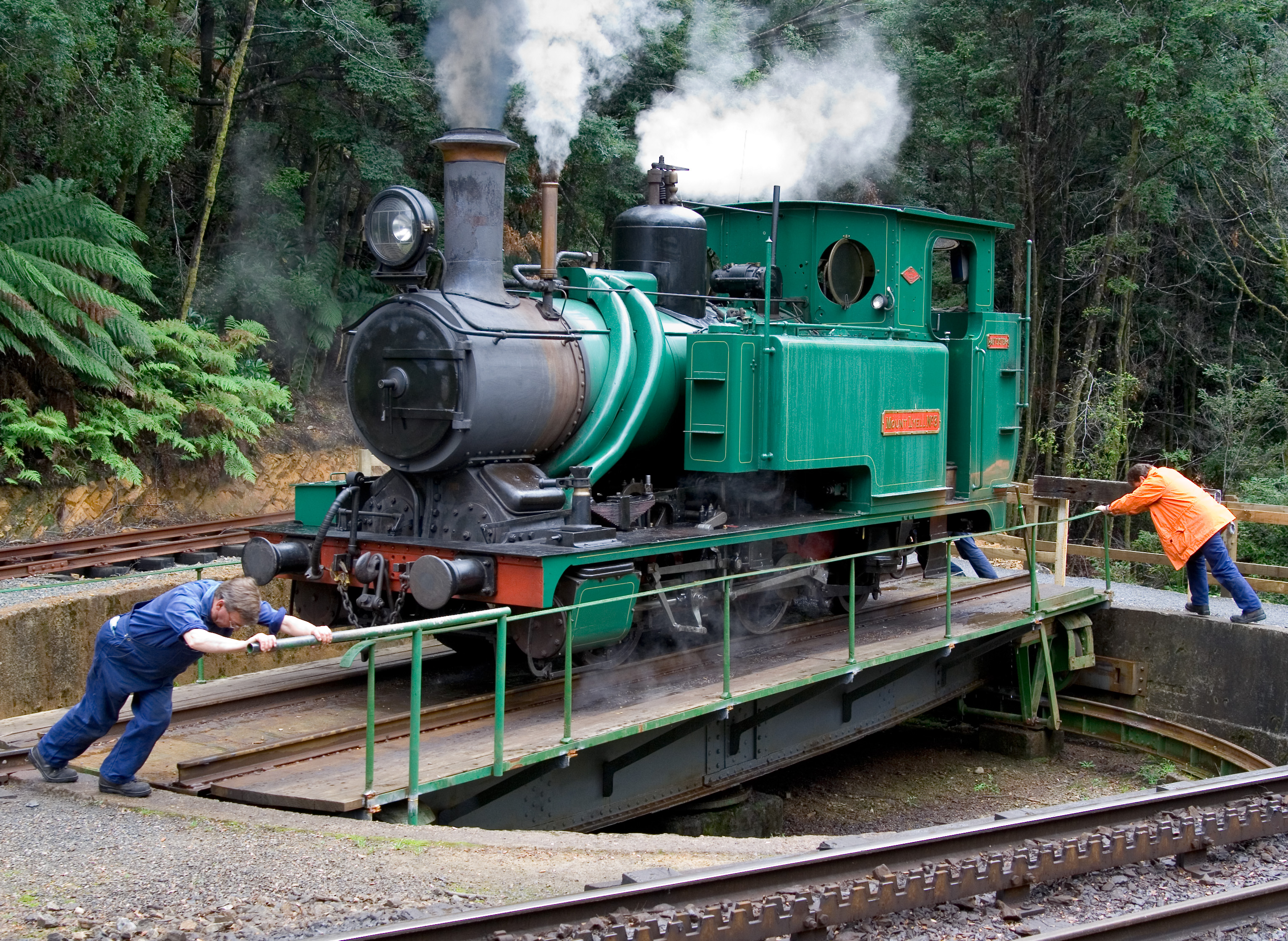
поворотний круг з ручним приводом
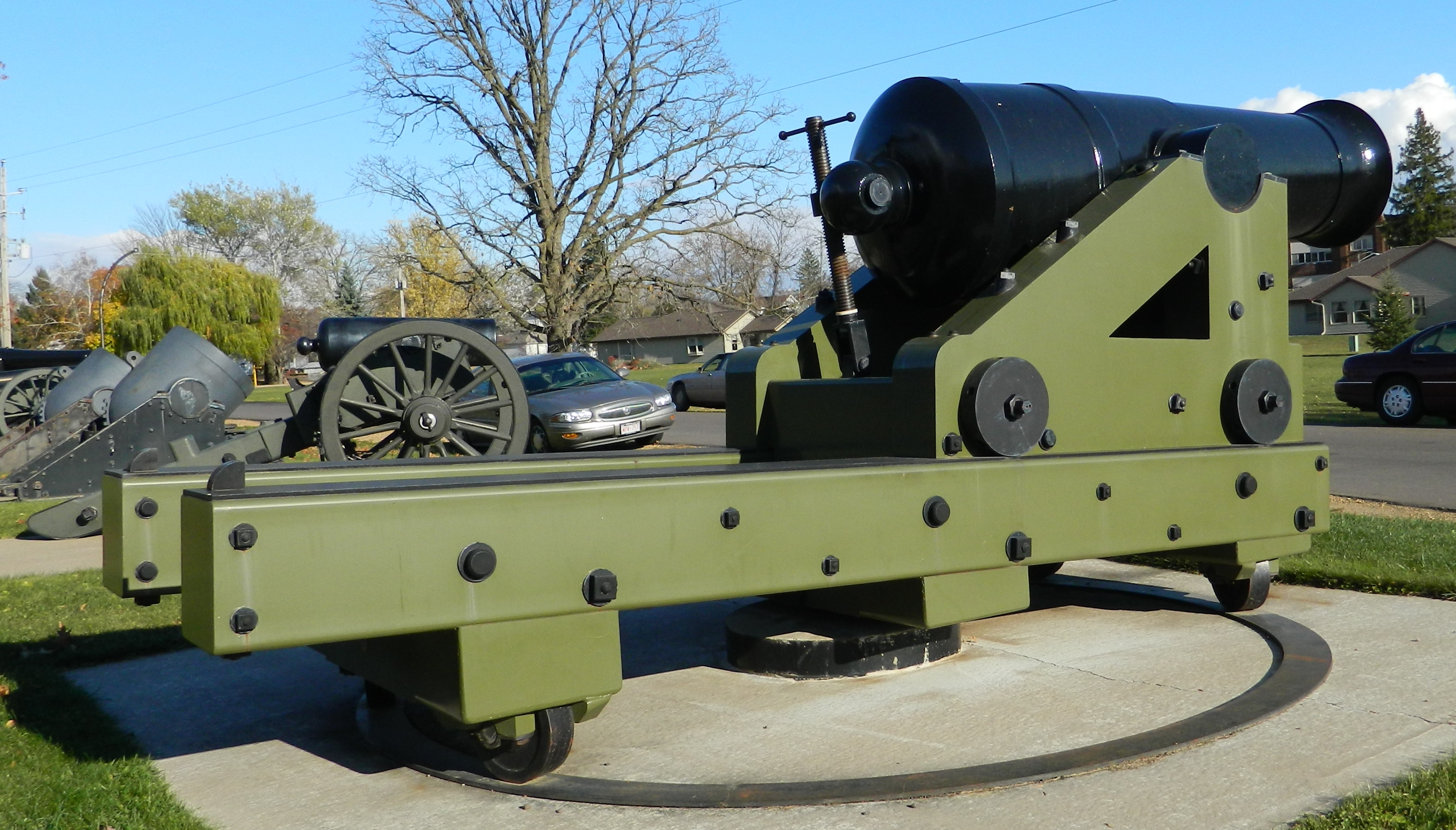
поворотні круги використовували також в артилерії
поворотний круг для автомобіля
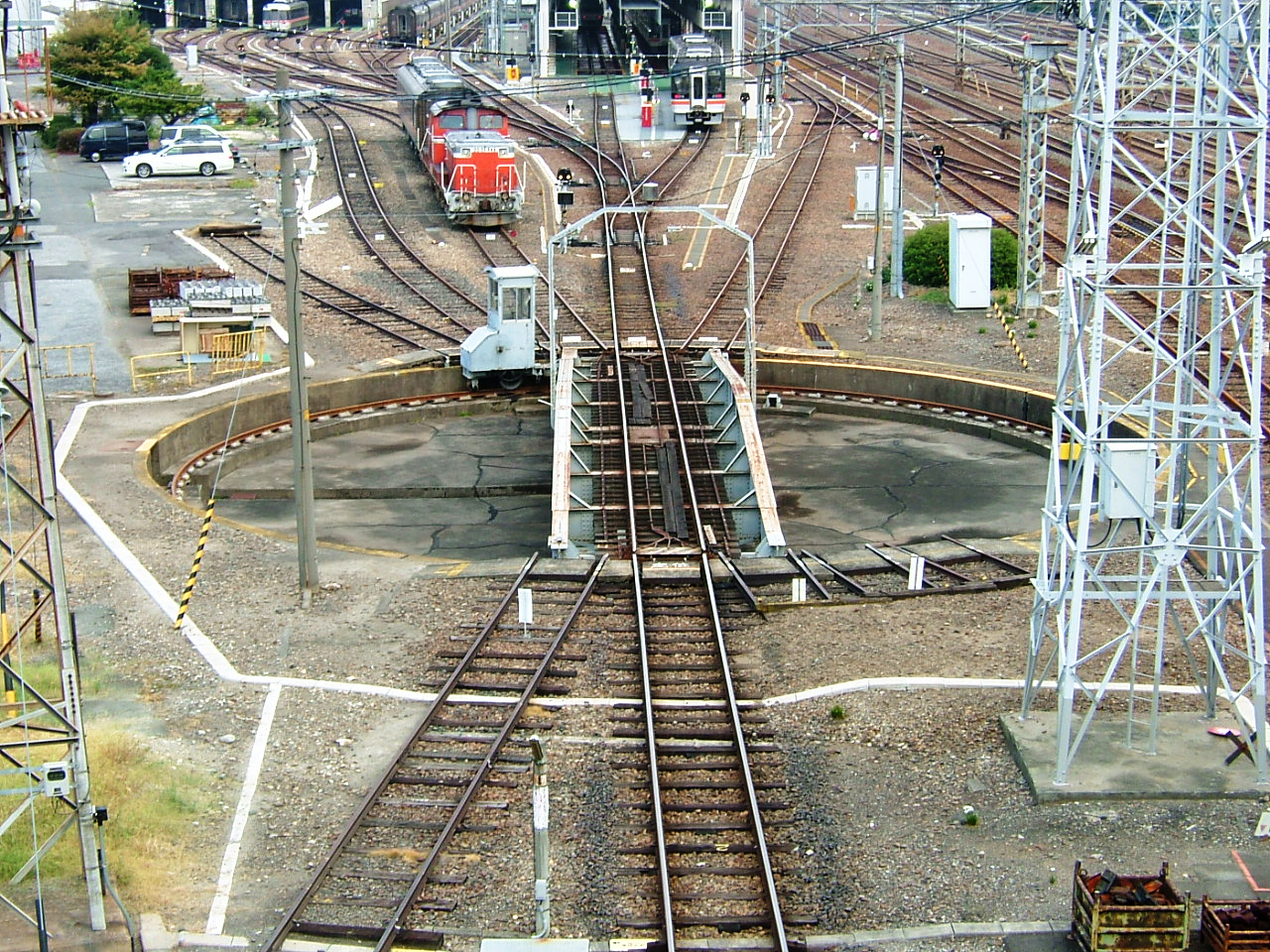
поворотний круг, що замінив шість стрілок
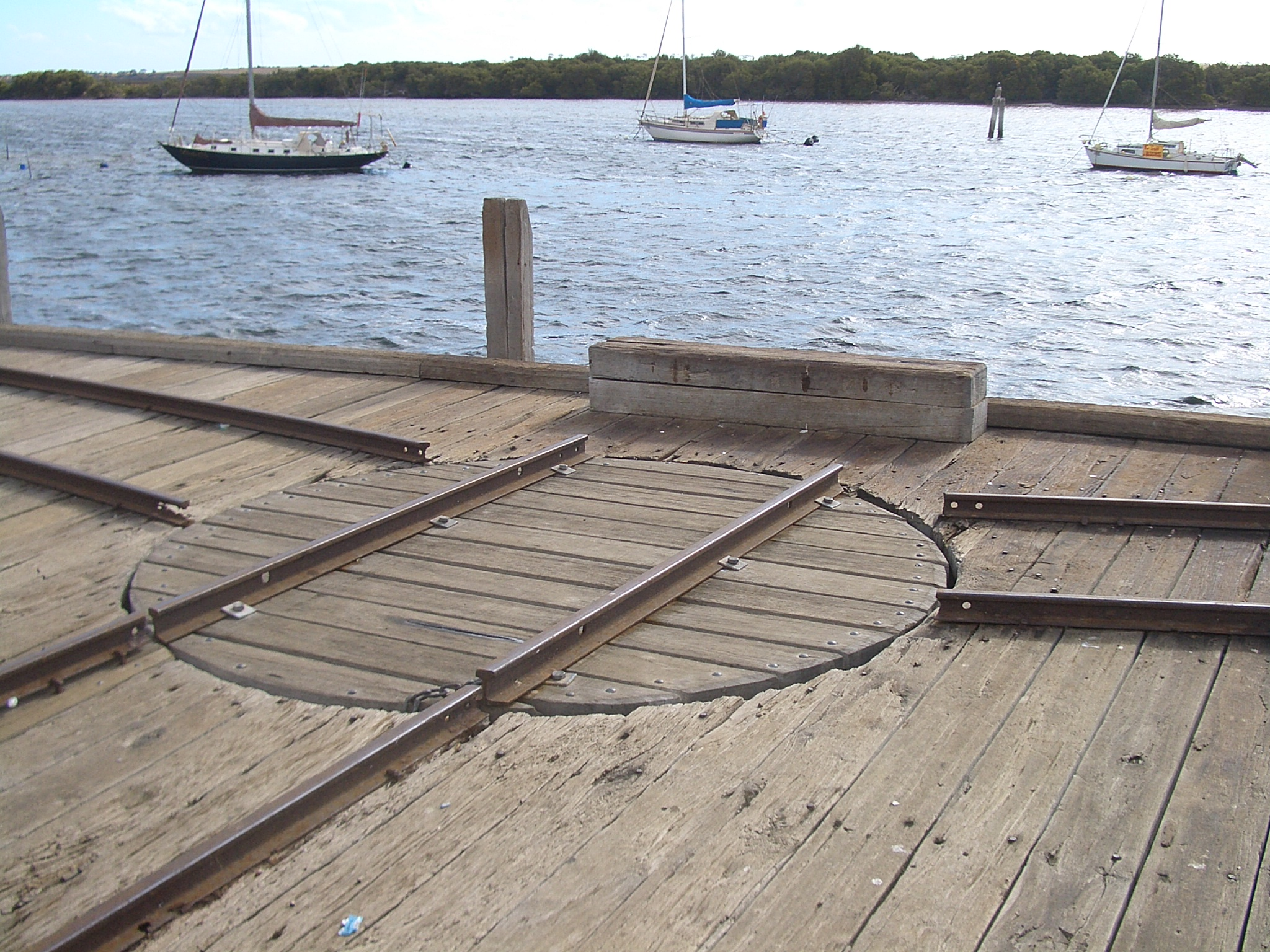
вагонеточний поворотний круг
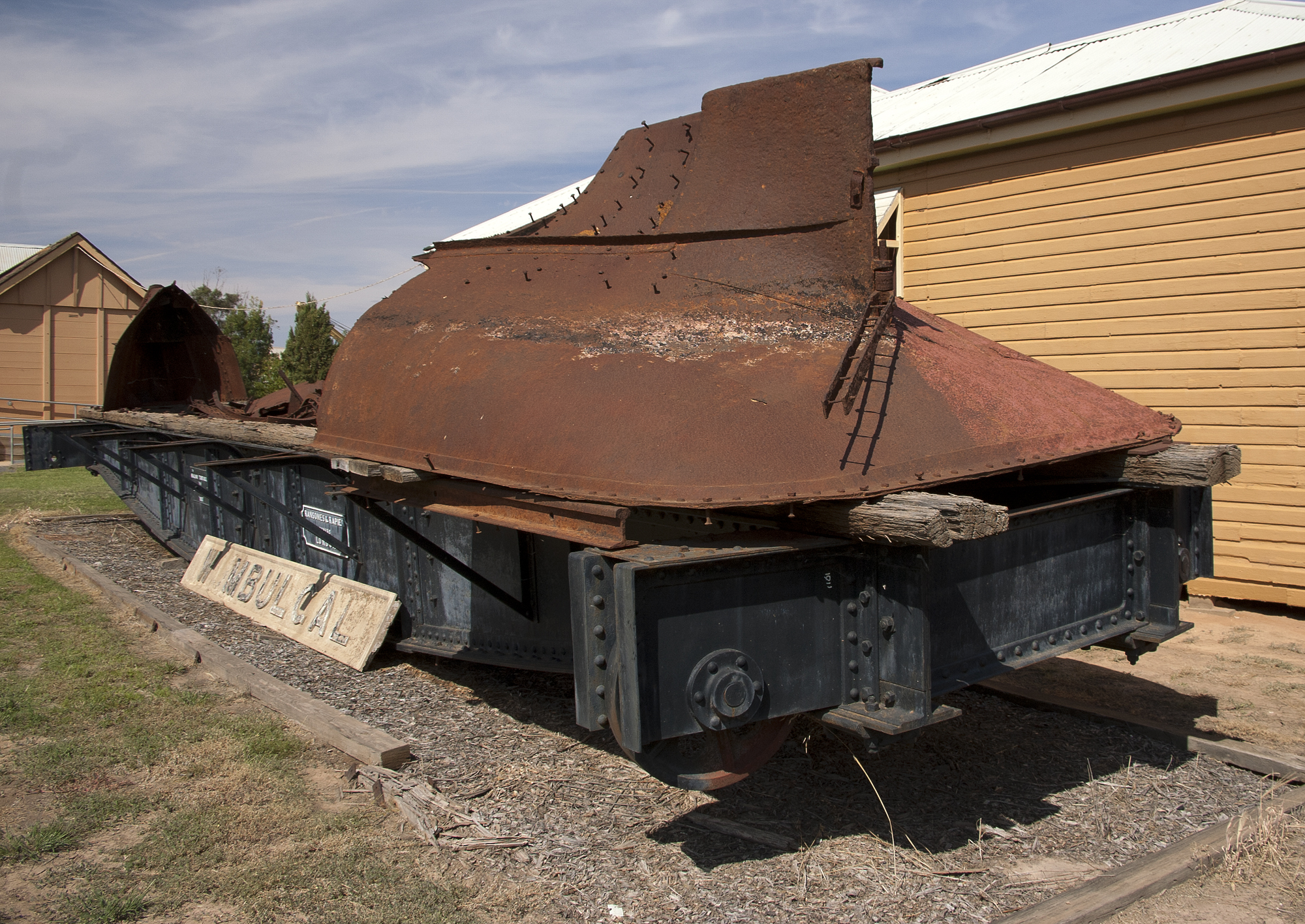
знята з круга поворотна ферма у музеї
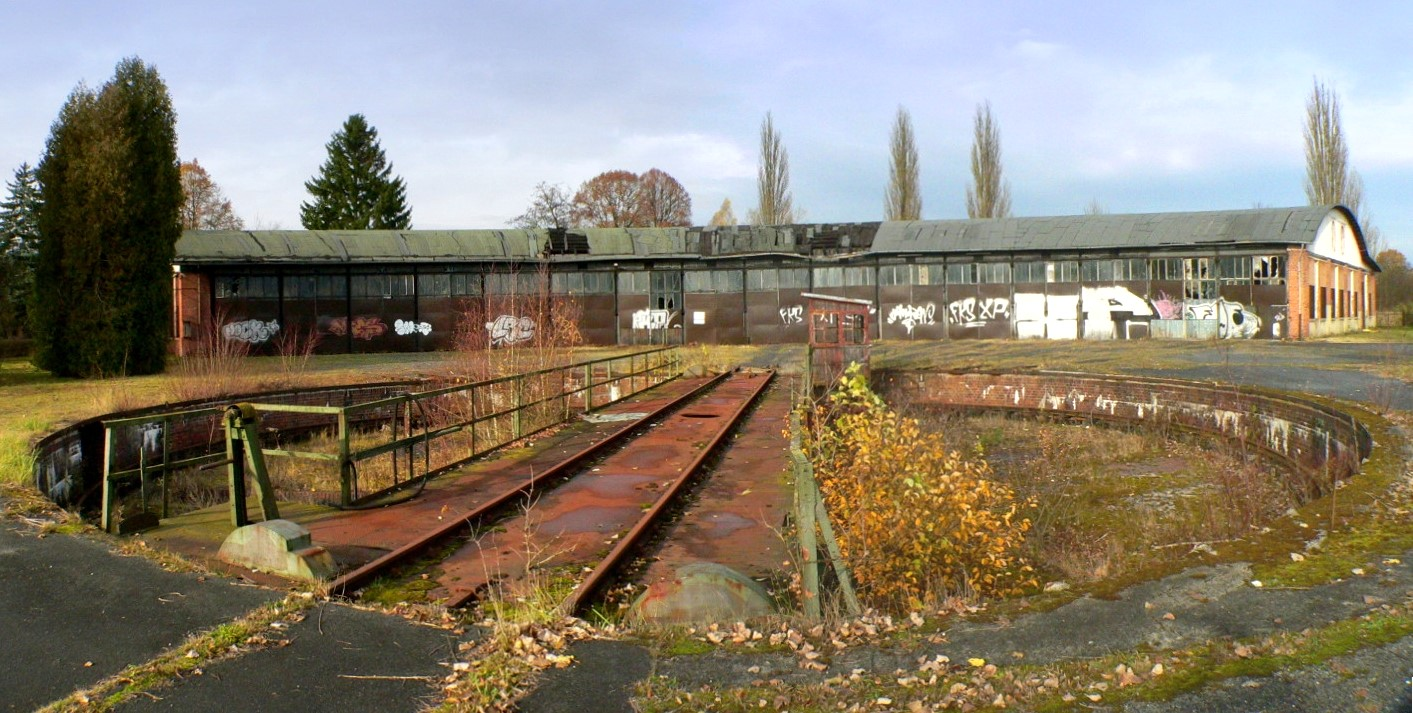
покинутий поворотний круг і віялове депо
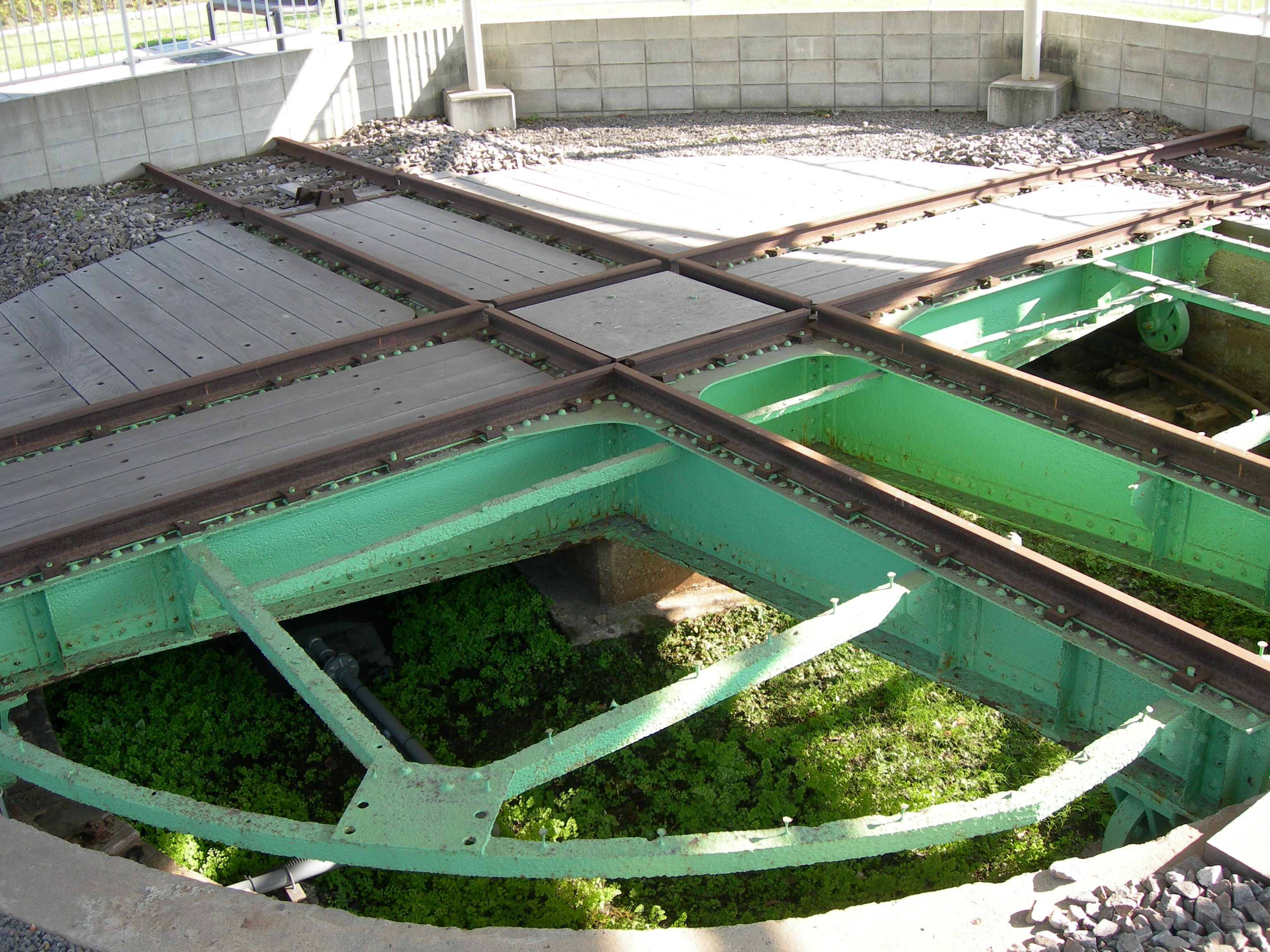
подвійний поворотний круг
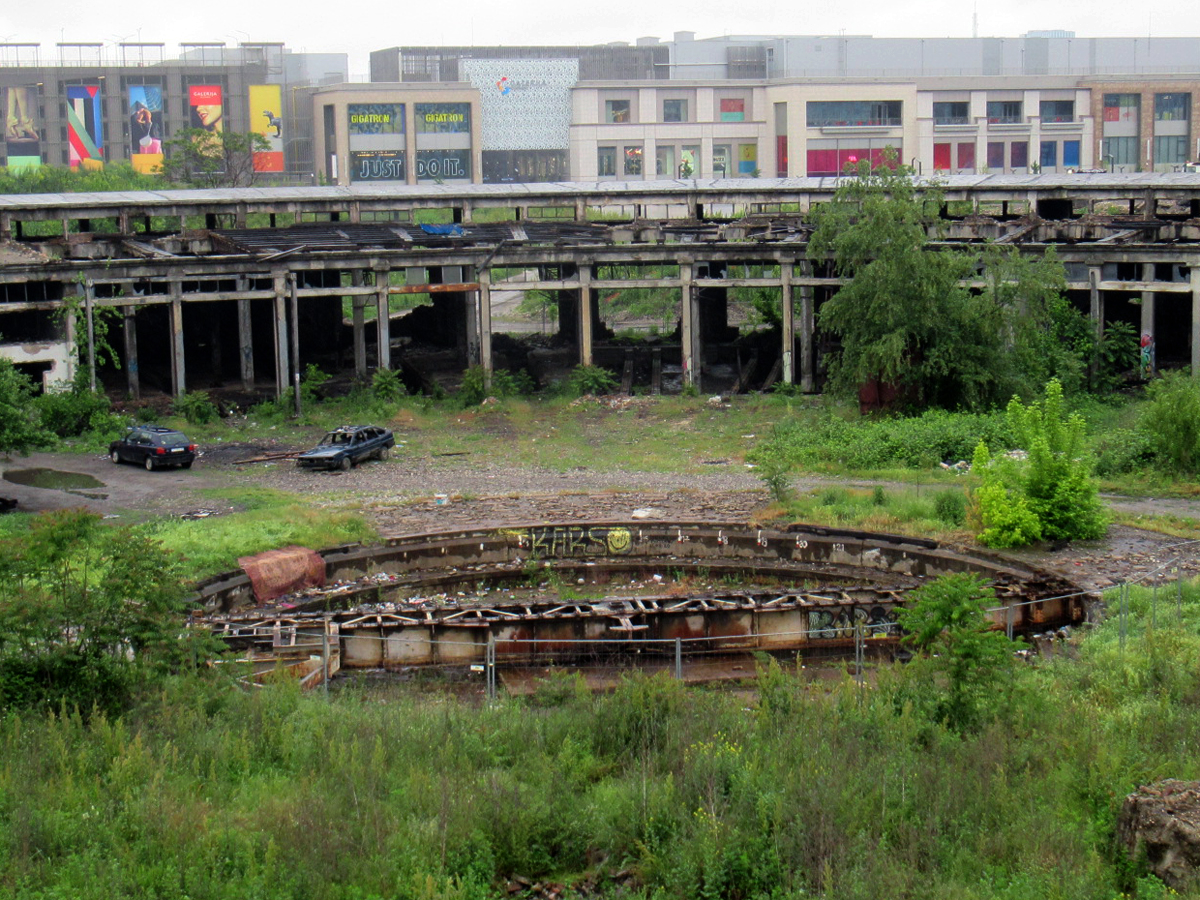
руїни поворотного круга депо станції Білград
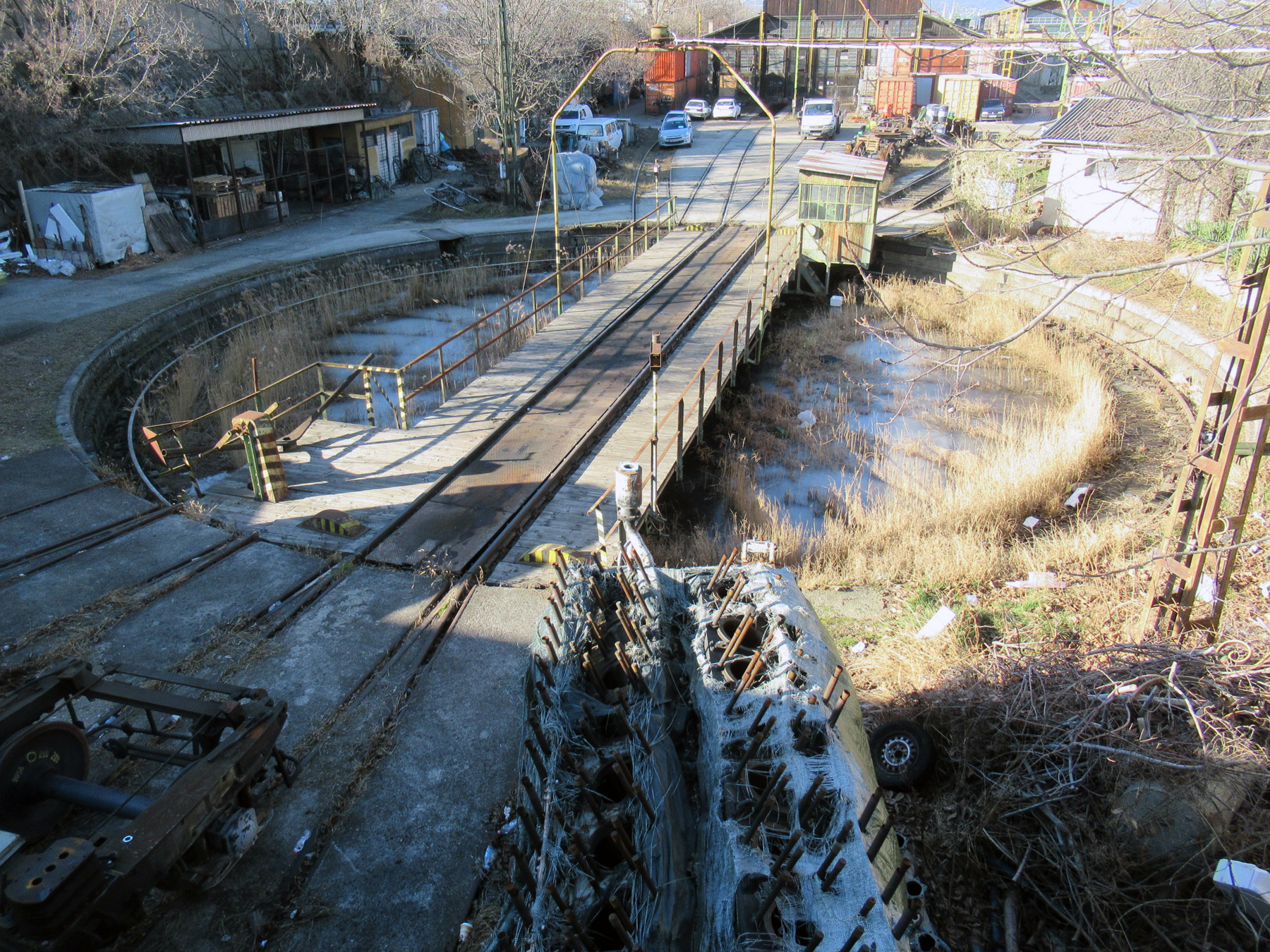
поворотний круг локомотиворемонтного депо Будапешт-Східний
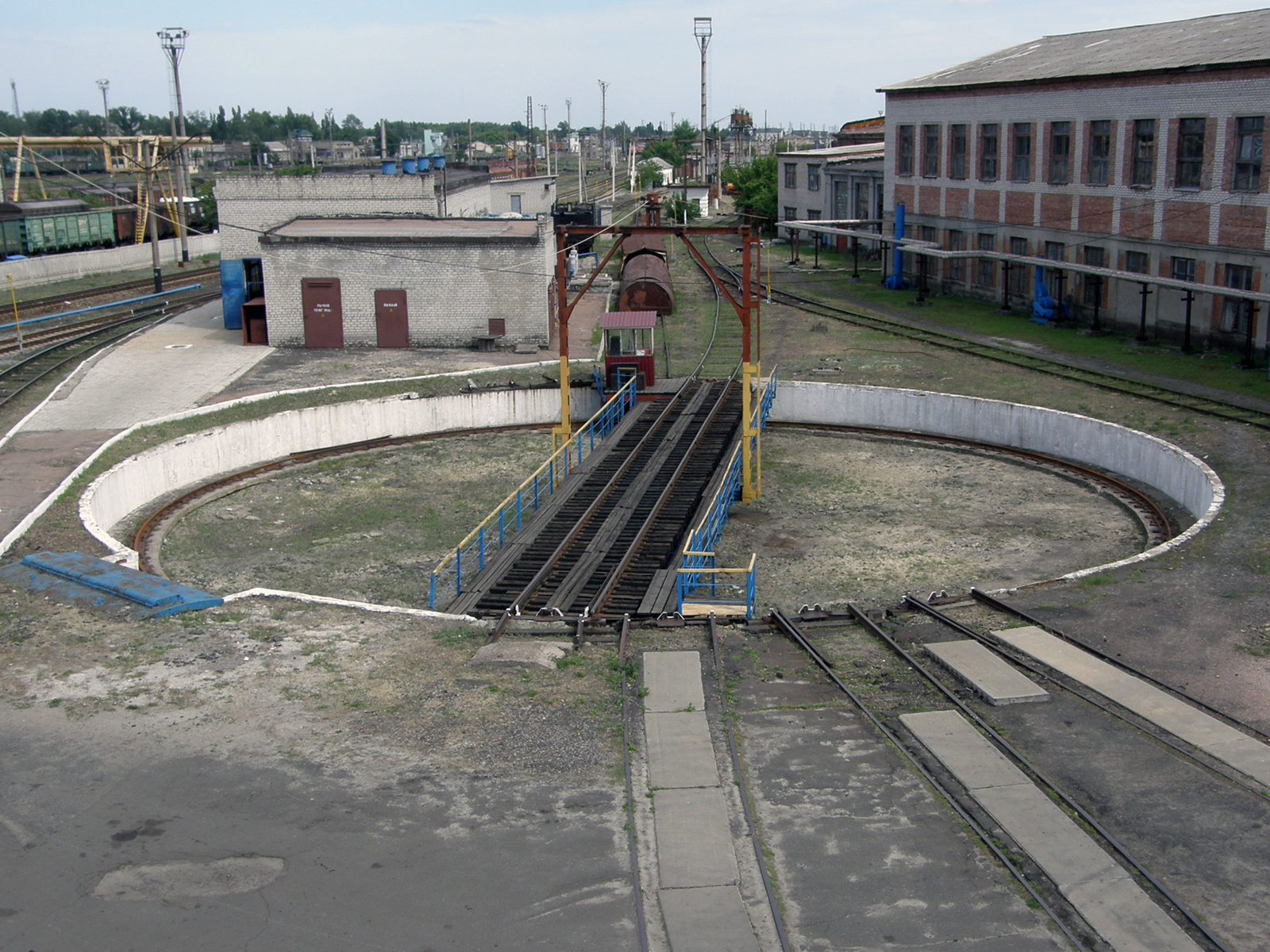
поворотний круг Лиманського локомотивного депо

## Поворотні кола в Україні
| Місто            | Розташування                               | Залізниця                 | Тип          | Стан        |
| ---------------- | ------------------------------------------ | ------------------------- | ------------ | ----------- |
| Іловайськ        | локомотивне депо Іловайськ ТЧ-19           | Донецька                  | тепловозне   | діюче       |
| Синельникове     | локомотивне депо Синельникове I ТЧ-7       | Придніпровська            | тепловозне   | діюче       |
| Дніпро           | локомотивне депо Дніпро ТЧ-8               | Придніпровська            | тепловозне   | діюче       |
| Харків           | локомотивне депо Основа ТЧ-3               | Південна                  | тепловозне   | діюче       |
| Харків           | локомотивне депо Основа ТЧ-3               | Південна                  | тепловозне   | демонтоване |
| Харків           | електродепо Московське ТЧ-1                | Харківський метрополітен  | метрополітен | діюче       |
| Харків           | локомотивне депо Харків-Головне ТЧ-2       | Південна                  | тепловозне   | діюче       |
| Харків           | локомотивне депо Харків-Сортувальний ТЧ-10 | Південна                  | тепловозне   | недіюче     |
| Люботин          | моторвагонне депо Люботин ТЧ-4             | Південна                  | тепловозне   | діюче       |
| Лиман            | локомотивне депо Лиман ТЧ-1                | Донецька                  | тепловозне   | діюче       |
| Кривий Ріг       | локомотивне депо Кривий Ріг-Головний ТЧ-4  | Придніпровська            | тепловозне   | діюче       |
| Козятин          | локомотивне депо Козятин ТЧ-3              | Південно-Західна          | електровозне | діюче       |
| Київ             | локомотивне депо Дарниця ТЧ-9              | Південно-Західна          | тепловозне   | діюче       |
| Київ             | електродепо Дарниця ТЧ-1                   | Київський метрополітен    | метрополітен | діюче       |
| Київ             | локомотивне депо Київ-Пасажирський ТЧ-1    | Південно-Західна          | електровозне | діюче       |
| Київ             | локомотивне депо Київ-Деміївський          | Південно-Західна          | паровозне    | демонтоване |
| Київ             | Станція «Дніпро»                           | Київський метрополітен    | метрополітен | демонтоване |
| Жмеринка         | локомотивне депо Жмеринка ТЧ-4             | Південно-Західна          | тепловозне   | діюче       |
| Івано-Франківськ | локомотиворемонтний завод                  | Львівська                 | тепловозне   | діюче       |
| Львів            | локомотивне депо Львів-Схід ТЧ-4           | Львівська                 | тепловозне   | діюче       |
| Львів            | локомотивне депо Львів-Захід ТЧ-1          | Львівська                 | тепловозне   | діюче       |
| Львів            | локомотивне депо Львів-Захід ТЧ-1          | Львівська                 | тепловозне   | недіюче     |
| Джанкой          | локомотивне депо Джанкой ТЧ-10             | Придніпровська            | тепловозне   | діюче       |
| П'ятихатки       | локомотивне депо П'ятихатки ТЧ-9           | Придніпровська            | тепловозне   | діюче       |
| Пологи           | локомотивне депо Пологи ТЧ-4               | Придніпровська            | тепловозне   | діюче       |
| Маріуполь        | депо                                       | Донецька                  | тепловозне   | недіюче     |
| Чоп              | локомотивне депо Чоп ТЧ-10                 | Львівська                 | тепловозне   | діюче       |
| Київ             | електродепо Харківське ТЧ-3                | Київський метрополітен    | метрополітен | діюче       |
| Горлівка         | депо Микитівка                             | Донецька                  | тепловозне   | діюче       |
| Христинівка      | локомотивне депо Христинівка ТЧ-6          | Одеська                   | тепловозне   | діюче       |
| Дніпро           | електродепо Діївка ТЧ-1                    | Дніпровський метрополітен | метрополітен | недіюче     |
| Стрий            | локомотивне депо Стрий ТЧ-3                | Львівська                 | тепловозне   | діюче       |
| Рахів            | депо                                       | Львівська                 | тепловозне   | діюче       |
| Сновськ          | локомотивне депо Щорс ТЧ-12                | Південно-Західна          | тепловозне   | діюче       |
| Сновськ          | локомотивне депо Щорс ТЧ-12                | Південно-Західна          | тепловозне   | діюче       |
| Одеса            | локомотивне депо Одеса-Сортувальна ТЧ-1    | Одеська                   | тепловозне   | діюче       |
| Черкаси          | депо                                       | Одеська                   | тепловозне   | недіюче     |
| Сміла            | станція станція ім. Тараса Шевченка        | Одеська                   | тепловозне   | діюче       |
| Тернопіль        | локомотивне депо Тернопіль ТЧ-5            | Львівська                 | тепловозне   | діюче       |
| Вознесенськ      | локомотивне депо Вознесенськ ТЧ-13         | Одеська залізниця         | паровозне    | недіюче     |